# 林さとみ
林さとみ（はやし さとみ）は、日本の脚本家。東京都出身。

## 人物
大学の美学美術史学科を卒業後、広告会社に勤務しながら、シナリオ・センターに在籍。
第13回シナリオS1グランプリ奨励賞授賞。
日テレスクールやドラマデザイン社のインキュベーションで脚本を学び、
二人舞台「母娘なる証明」で脚本デビュー。
2012年放送・ドラマW向田邦子 イノセント　第三話・三角波、脚本執筆。
2014年、山形スタジオセディックシネマスクールにて脚本クラス講師を担当。2024年、文京アカデミア「シナリオ講座」講師。

## 主な作品

### テレビドラマ
- FACE MAKER（2010年、日本テレビ） - スピンオフ・ケータイ小説３話、７話、１１話
- 四つ葉神社ウラ稼業 失恋保険〜告らせ屋〜（2011年、日本テレビ） - スピンオフ・ケータイ小説３話、６話
- ブルドクター（2011年、日本テレビ） - リサーチ、番宣番組・構成作家
- ドラマＷ向田邦子　イノセント　第三話「三角波」（2012年、WOWOW）
- 悪夢ちゃん（2012年、日本テレビ） - リサーチ
- 天の方舟（2012年、WOWOW、国際エミー賞ノミネート作品） - リサーチ４話、５話

### 映画
- シェアハウス（2011年） - 脚本協力

### 舞台
- 母娘なる証明（2011年初演、2012年再演）
- ゲートシティーの恋  (2016年初演、2018年、2019年、2020年、2022年、2023年再演)

### 書籍
- 憧れ力  ーSMAPファンから脚本家、そして母になって思うことー  (2016年発売週のAmazonエッセーランキング・第3位)

番組
・千原ジュニアの映画製作委員会　#80、81 　　　スタッフオーディション回
配信動画
・女優育成プロジェクトＡＩ（アクトレスインキュベーション）　エチュード　ショートドラマ
「転校生の記憶」「水曜日のオタク」「祝福」